# Momir Rnić (handball, 1955)
Ne doit pas être confondu avec Momir Rnić (handball, 1987).
Momir Rnić, né le 3 février 1955 à Sečanj, est un handballeur ayant évolué avec l'équipe de Yougoslavie. Il a disputé trois tournois olympiques, remportant l'or en 1984 et le bronze quatre ans plus tard aux Jeux de Séoul. Il est également champion du monde en 1986.

## Biographie
Il est le père de Momir Rnić, qui est également international de handball, avec la Serbie.

## Palmarès

### En équipe nationale
- Jeux olympiques
  - 6e place aux Jeux olympiques 1980 de Moscou
  -  Médaille d'or aux Jeux olympiques 1984 de Los Angeles
  -  Médaille de bronze aux Jeux olympiques 1988 de Séoul
- Championnat du monde
  -  Médaille d'or du Championnat du monde 1986
- Autres
  -  Médaille d'or aux Jeux méditerranéens de 1979 à Split,  Yougoslavie
  -  Médaille d'or aux Jeux méditerranéens de 1983 à Casablanca,  Maroc

### En clubs
- Deuxième du Championnat de Yougoslavie en 1984
- Vainqueur du Championnat d'Allemagne de D2 (poule Sud) en 1989